# 普拉瓦亞普拉瓦河
52°26′24″N 23°54′31″E / 52.4400°N 23.9087°E

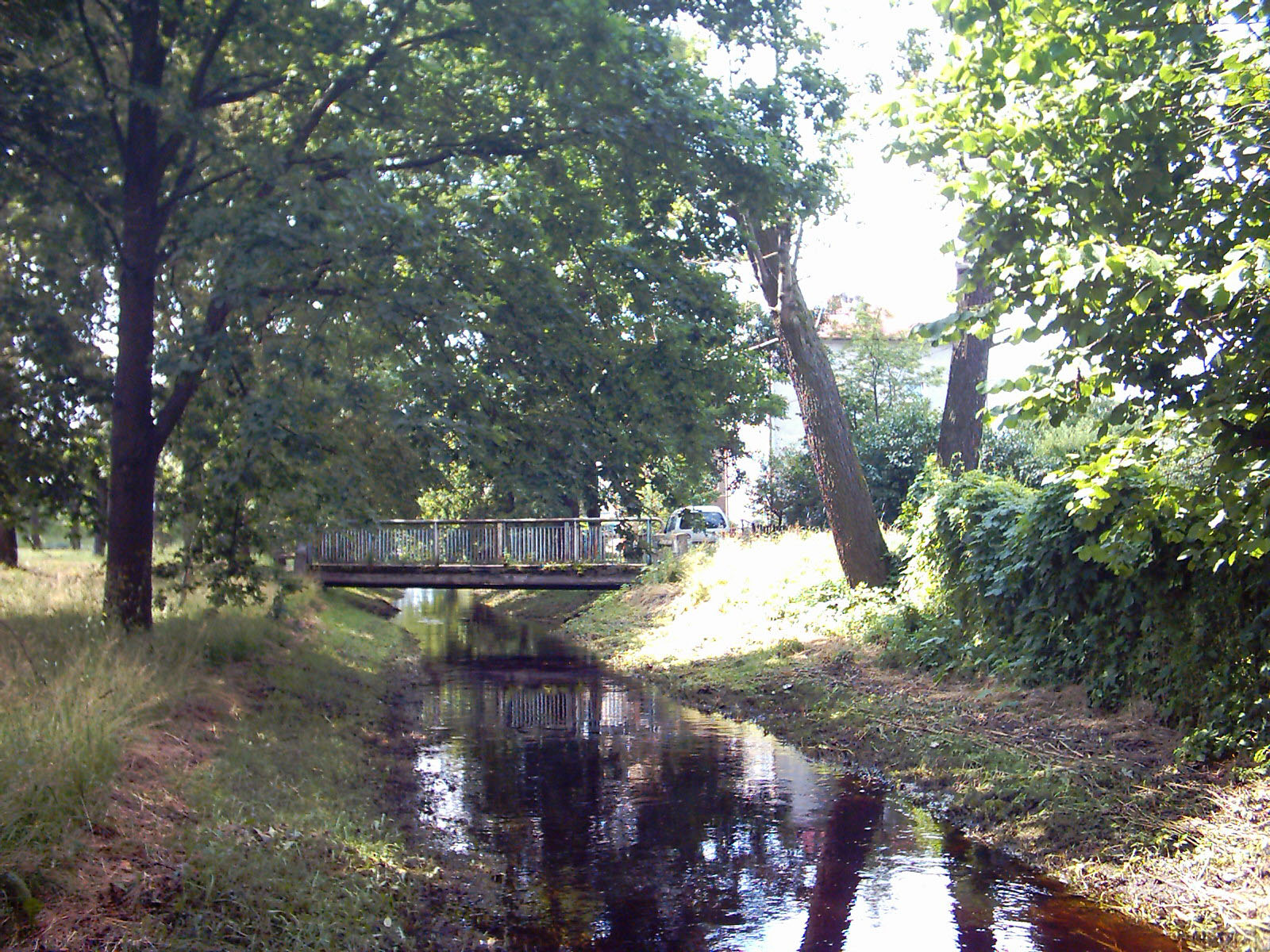

普拉瓦亞普拉瓦河是東歐的河流，流經白俄羅斯卡緬涅茨區和波蘭波德拉謝省，河道全長63公里，流域面積996平方公里‵，河畔城鎮有哈伊努夫卡和卡緬涅茨。